# Lliga catalana d'hoquei sobre patins en línia femenina
La Lliga catalana d'hoquei sobre patins en línia femenina (abreviat com LCHL) és una competició esportiva de clubs catalana d'hoquei sobre patins en línia. De caràcter anual, està organitzada per la Federació Catalana d'Hoquei Patins. Es disputa en format de lligueta a doble volta, classificant-se els quatre millors classificats per la fase final. Aquesta es disputa en format de final a quatre en un seu neutral, que determina el campió de la competició.

## Historial
| En negreta = Equip guanyador (1) = Nombre de campionats (pro.) = Prórroga (p.) = Penaltis Nota: Noms dels equips segons l'època |

| Edició | Temporada | Data       | Campió                      | Resultat | Finalista                 | Seu                          | refs  |
| ------ | --------- | ---------- | --------------------------- | -------- | ------------------------- | ---------------------------- | ----- |
|        | 2003-04   |            | AE Sant Andreu              |          |                           |                              |       |
|        | 2004-05   |            | AE Sant Andreu              |          |                           |                              |       |
|        | 2005-06   |            | CHL Jujol (1)               |          |                           |                              | [ 2 ] |
|        | 2006-07   |            | CHL Jujol (2)               |          |                           |                              | [ 2 ] |
|        | 2007-08   |            | CHL Jujol (3)               |          |                           |                              | [ 2 ] |
|        | 2008-09   |            |                             |          |                           |                              |       |
|        | 2009-10   |            | HC Rubí Cent Patins         |          |                           |                              |       |
|        | 2010-11   |            | HC Rubí Cent Patins         |          |                           |                              |       |
|        | 2011-12   |            |                             |          |                           |                              |       |
|        | 2012-13   |            | HC Rubí Cent Patins         |          |                           |                              |       |
|        | 2013-14   |            | HC Rubí Cent Patins         |          |                           |                              |       |
|        | 2014-15   |            | HC Rubí Cent Patins         |          |                           |                              |       |
|        | 2015-16   |            | HC Rubí Cent Patins         |          |                           |                              |       |
|        | 2016-17   |            |                             |          |                           |                              |       |
|        | 2017-18   |            |                             |          |                           |                              |       |
|        | 2018-19   |            |                             |          | HC Rubí Cent Patins       |                              |       |
|        | 2019-20   |            |                             |          |                           |                              |       |
|        | 2020-21   |            |                             |          | HC Rubí Cent Patins       |                              |       |
|        | 2021-22   | 28-05-2022 | SAB Tucans Asme ()          | 2-1      | HC Rubí Cent Patins       | Pista Asme La Pau, Barcelona | [ 3 ] |
|        | 2022-23   | 04-06-2023 | HC Rubí Cent Patins Black A | 5-0      | Vitaldent SAB Tucans ASME | Pista ASME La Pau, Barcelona | [ 4 ] |